# Elisabet Teresa de Lorena
Elisabet Teresa de Lorena   (Lunéville, 15 d'octubre de 1711 - Torí, 3 de juliol de 1741) fou una princesa francesa que fou reina consort del Regne de Sardenya-Piemont. Va ser reina de Sardenya com a tercera esposa de Carles Emmanuel III de Sardenya. Va néixer princesa de Lorena com a filla de Leopold, duc de Lorena i d'Elisabeth Charlotte d'Orléans . Es va convertir en bisbe coadjutor de l'abadia de Remiremont el 1734, abans del seu matrimoni amb Carles Emmanuel III. Va morir de febre puerperal, després del part.

## Biografia
Va néixer el 15 d'octubre de 1711 a la ciutat de Lunéville, que en aquells moments formava part del Ducat de Savoia i que avui en dia forma part del departament francès de Meurthe i Mosel·la. Era la setena filla i l'onzè fill del duc Leopold I de Lorena i Elisabet Carlota d'Orleans. Com a princesa de Lorena, tenia dret a l'estil d'Altesa així com al rang de princesa estrangera a França.
Fou neta per línia paterna del també duc Carles V de Lorena i Elionor d'Àustria, i per línia materna de Felip I d'Orleans i Elisabet Carlota del Palatinat. Fou germana de l'emperador Francesc I del Sacre Imperi Romanogermànic.
A la primavera de 1725, el jove rei francès, Lluís XV, tenia quinze anys i era solter. Estava promès amb Mariana Victòria d'Espanya, però la jove princesa va ser enviada de tornada a Espanya perquè era massa jove per concebre. Com a resultat, Elisabet  Charlotte va començar les negociacions per casar Elisabet Teresa amb el rei. No obstant això, això es va trobar amb l'oposició del primer ministre del rei, el duc de Borbó, que va disposar que el rei es casés amb una fosca princesa polonesa més tard aquell any. El duc de Borbó va afirmar que els matrimonis entre reis de França i princeses de Lorena sempre van donar lloc a conflictes, i que la casa de Lorena estava massa relacionada amb la casa d'Habsburg, la qual cosa causaria descontentament i conflicte a la noblesa francesa.
El seu pare va morir l'any 1729 enmig de les negociacions sobre un matrimoni entre l'aleshores Elisabet Teresa, de disset anys, i el seu cosí Lluís IV d'Orleans, recentment vídua. Ell s'hi va negar directament, per a molèstia de la seva mare. L'enfrontament no es va acabar, la seva mare va nomenar la seva filla coadjutrice de l'abadia de Remiremont el 19 d'octubre de 1734. L'abadia de Remiremont estava estretament associada a la casa de Lorena.

## Reina de Sardenya (1737-1741)
Es va casar amb el rei de Sardenya per poders el 5 de març de 1737 al castell de Lunéville, amb el príncep de Carinyena, que era cunyat del príncep, actuant com a rei. L'endemà del matrimoni per poder, va marxar a Lió, on va arribar el 14 de març. El seu germà, el duc de Lorena, va recaptar un dot per a ella, i el contracte de matrimoni va ser signat a Viena pel duc i la duquessa de Lorena i l'emperador Carles VI.
La parella es va casar personalment l'1 d'abril de 1737. Charles Emmanuel III era el seu mig cosí germà, la seva mare era Anne Marie d'Orléans, la seva mare la germanastra d'Elisabet  Charlotte. El matrimoni produiria tres fills, però només un viuria fins a l'edat adulta. Ella i el seu marit van arribar a Torí el 21 d'abril.

## Núpcies i descendents
Es casà l'1 d'abril de 1737 a la ciutat de Torí amb el duc i rei Carles Manuel III de Sardenya. D'aquesta unió nasqueren:
- Carles Francesc de Savoia (1738-1745), duc d'Aosta
- Maria de Savoia (1740-1742)
- Benet de Savoia (1741-1808), duc de Chablais

## Mort i enterrament
Elisabet Teresa va morir el 3 de juliol de 1741, al Palau de Venaria, a l'edat de 29 anys, a la ciutat de Torí, després d'haver caigut malalta de febre puerperal després del part. Va ser enterrada a la catedral de Sant Joan Battista de Torí. El 1786 les seves restes foren traslladades a la Basílica de Superga, pel seu fillastre Víctor Amadeu III, on actualment descansen.